# اولا (رود)
رودخانه اولاً (به انگلیسی: Ūla River) رودخانه‌ای است که در لیتوانی و بلاروس جریان دارد.